# Windisch-Graetz (geslacht)

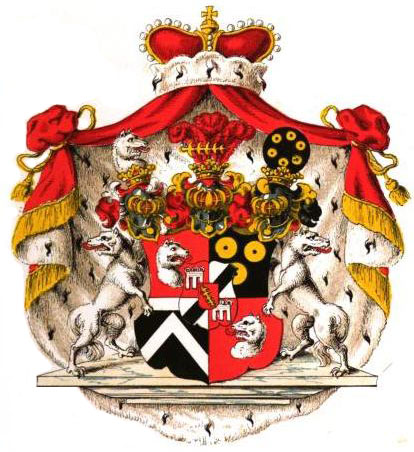
Vorsten van Windisch-Graetz

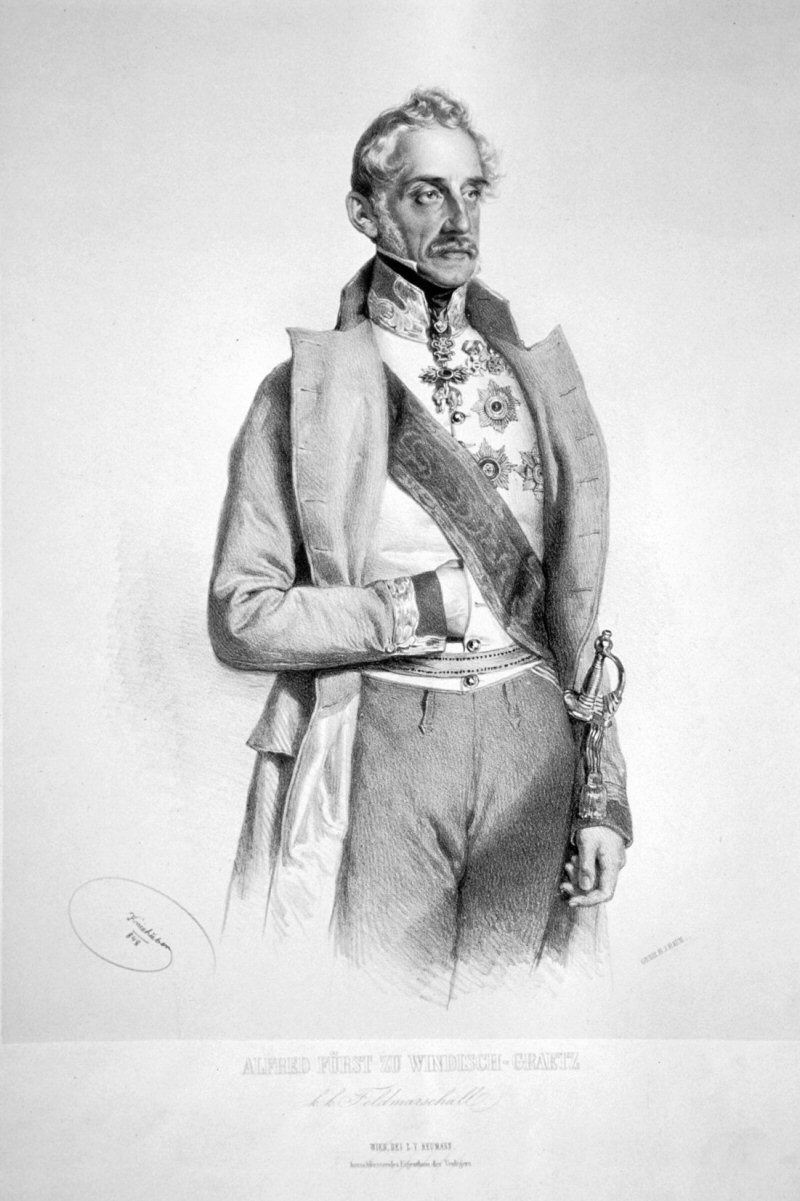
Alfred I zu Windisch-Graetz

Windisch-Graetz (ook Windisch-Grätz, Windischgrätz) is een oud katholiek adellijk geslacht uit Stiermarken dat voor het eerst werd vermeld door Wernhardus de Graeze, bronnen omstreeks 1218-1222. Het geslacht is genoemd naar zijn stamslot in Windisch-Graetz (tegenwoordig Slovenj Gradec in Slovenië).

## Geschiedenis
Het Huis Windisch-Graetz splitste zich op gegeven moment op in de zogenaamde Ruprechtse en de Siegmundse linie. Een tak van laatstgenoemde linie werd in 1557 door keizer Ferdinand I in de gravenstand verheven en verkreeg in 1565 in Hongarije de status van magnaat. In 1684 werden de graven toegelaten tot bank der rijksgraven in Franken van de Rijksdag. Zij hadden daar zitting als personalist.
In 1804 werden de rijksvrije gebieden Eglofs en Siggen in Zwaben gekocht van de graven van Abendsberg en Traun. In hetzelfde jaar volgde de verheffing door keizer Frans II in de rijksvorstenstand. Het vorstendom Windisch-Graetz werd in 1806 gemediatiseerd en viel sindsdien onder de soevereiniteit van Württemberg. Keizer Frans kende in 1822 de vorstentitel, aanvankelijk voorbehouden aan de eerstgeborene, aan alle leden van het huis toe.
Het omvangrijke grondgebied van de familie in Slovenië en Bohemen ging in 1918 grotendeels en in 1945 geheel verloren.

## Enkele telgen
- Alfred I zu Windisch-Graetz (1787-1862), Oostenrijks veldmaarschalk
- Alfred III zu Windisch-Graetz (1851-1927), Oostenrijks staatsman
- Lajos Windisch-Graetz (1882-1968), Oostenrijks-Hongaars minister
- Stéphanie zu Windisch-Graetz (1909-2005), achterkleindochter van koning Leopold II van België
- Stephanie zu Windisch-Graetz (1939-2019), achter-achterkleindochter van koning Leopold II van België

Alt-Leiningen-Westerburg · Arenberg · Auersperg · Bentheim-Steinfurt · Bentheim-Tecklenburg · Bentinck · Bömmelberg · Bretzenheim · Castell-Castell · Castell-Rüdenhausen · Colloredo-Mannsfeld · Croÿ · Dietrichstein · Erbach-Erbach · Erbach-Fürstenau · Erbach-Schönberg · Esterházy · Fürstenberg · Fugger-Babenhausen · Fugger-Glött · Fugger-Kirchberg · Fugger-Kirchheim · Fugger-Nordendorf · Harrach · Hohenlohe-Ingelfingen · Hohenlohe-Kirchberg · Hohenlohe-Langenburg · Hohenlohe-Öhringen · Hohenlohe-Schillingsfürst · Hohenlohe-Waldenburg-Bartenstein · Hohenlohe-Waldenburg-Jagstberg · Hohenlohe-Waldenburg-Schillingsfürst · Isenburg-Birstein · Isenburg-Büdingen · Isenburg-Philippseich · Kaunitz-Rietberg · Khevenhüller-Metsch · Königsegg-Aulendorf · Kuefstein · Leiningen · Leiningen-Billigheim · Leiningen-Neudenau · Leyen · Limburg-Stirum · Lobkowitz · Löwenstein-Wertheim-Freudenberg · Löwenstein-Wertheim-Rosenberg · Looz-Corswarem · Metternich-Winneburg · Neipperg · Neu-Leiningen-Westerburg · Oettingen-Spielberg · Oettingen-Wallerstein · Ortenburg · Ostein · Pappenheim · Platen-Hallermund · Plettenberg-Wittem · Pückler und Limpurg · Quadt-Wykradt-Isny · Rechberg und Rothenlöwen · Rechteren-Limpurg · Rosenberg-Orsini · Salm-Horstmar · Salm-Kyrburg · Salm-Reifferscheidt-Krautheim und Dyck · Salm-Reifferscheidt-Raitz · Salm-Salm · Sayn-Wittgenstein-Berleburg · Sayn-Wittgenstein-Hohenstein · Schaesberg · Schlitz genannt von Görtz · Schönborn · Schönborn-Buchheim · Schönborn-Wiesentheid · Schönburg-Glauchau · Schönburg-Hartenstein · Schönburg-Waldenburg · Schwarzenberg · Sinzendorf · Solms-Braunfels · Solms-Hohensolms-Lich · Solms-Laubach · Stadion-Tannhausen · Stadion-Warthausen · Starhemberg · Sternberg-Manderscheid · Stolberg-Roßla · Stolberg-Stolberg · Stolberg-Wernigerode · Thurn und Taxis · Toerring · Trauttmansdorff-Weinsberg · Waldbott-Bassenheim · Waldburg-Wolfegg und Waldsee · Waldburg-Zeil · Waldburg-Zeil-Wurzach · Waldeck-Limpurg · Wallmoden-Gimborn · Wartenberg-Roth · Wied-Neuwied · Wied-Runkel · Windisch-Graetz · Wurmbrand-Stuppach